# Sotira Kaminoudhia
Koordinaten: 34° 42′ 16,6″ N, 32° 50′ 24,9″ O
Sotira Kaminoudhia ist der moderne Name einer frühbronzezeitlichen Siedlung auf Zypern. Die Ausgrabungsstätte liegt etwa 200 m von dem modernen Dorf Sotira (nicht zu verwechseln mit dem gleichnamigen Dorf im Osten der Insel), 5 km von Zyperns Südküste und 15 km westlich von Limassol entfernt. Ausgrabungen fanden 1981, 1983, 1986 und wieder seit 2004 statt. Die frühen Ausgrabungen sind zum großen Teil wissenschaftlich in einer Monografie publiziert. Zu den neueren Grabungen liegen bisher erst Vorberichte vor. Der Ort scheint, wie C-14 Daten andeuten, von etwa 2600 bis 1950 v. Chr. besiedelt gewesen zu sein. Die Kultur der frühen Bronzezeit auf Zypern wird auch als Philia-Kultur bezeichnet. Aus dieser Periode gibt es sonst nur wenige ausgegrabene Orte. Vor allem rechteckige Grundrisse sind neu, während Wohnbauten vorher meist rund waren.
Nahe dem Ort befinden sich Quellen, durch die der Ort über die Jahrtausende, bis heute, immer wieder Siedler anzog. An drei Stellen konnten Reste von Architektur freigelegt werden: Areal A Areal B and Areal C. Bei der Siedlung wurde auch ein kleiner Friedhof ausgegraben.
Zwei Besiedlungsphasen (I, II) konnten in Areal A unterschieden werden. Hier fanden sich diverse rechtwinkelige Steinbauten, die durch enge Gassen getrennt sind. Die Hauseinheiten haben ein, zwei oder drei Räume. Einige Bauten hatten auch einen Vorhof. Neben dem lokalen Kalkstein fand sich auch Lehm als Baumaterial. Die Räume hatten sowohl Feuerstellen als auch Abfallgruben; Steinbänke fanden sich entlang einiger Wände.
Innerhalb der Bauten fanden sich zahlreiche Objekte, darunter viele Steinwerkzeuge und polierte Keramikgefäße, Spinnwirtel, Webstuhlgewichte und einige wenige Kupferobjekte, darunter Schmuck, Messer und Nadeln. In Areal C wurde ein großes Gebäude freigelegt. Im Zentrum liegt ein Hof mit Bänken an der Nord- und Ostwand. Der Hof konnte nur über einen kleinen Korridor erreicht werden. Hier fand sich auffallend viel Keramik. Der Ort mag eine kommunale Funktion gehabt haben. In Areal B fanden sich vier Strukturen. Die größte von ihnen hat einen Hof mit einem Steinbecken in der Mitte.
Die Untersuchung der Knochenfunde zeigt, dass vor allem Rinder gehalten wurden. Es fanden sich auch Schaf- und Ziegenknochen, Hirschknochen und Schweineknochen sind weniger häufig bezeugt.
Bei den im Friedhof ausgegrabenen Grabanlagen handelt es sich meist um kleine, runde in den Boden gegrabene Kammern. Knochenreste waren meist nur schlecht erhalten, doch scheinen die Toten in Hockerstellung auf der rechten Seite gelegen zu haben. Es fand sich vor allem Keramik als Beigaben.